# South Berwick
South Berwick és una població dels Estats Units a l'estat de Maine (EUA). Segons el cens del 2000 tenia 6.671 habitants.

## Demografia
Segons el cens del 2000, South Berwick tenia 6.671 habitants, 2.403 habitatges, i 1.847 famílies. La densitat de població era de 80,1 habitants/km².
Dels 2.403 habitatges en un 44% hi vivien nens de menys de 18 anys, en un 64,3% hi vivien parelles casades, en un 8,7% dones solteres, i en un 23,1% no eren unitats familiars. En el 18,4% dels habitatges hi vivien persones soles el 6,7% de les quals corresponia a persones de 65 anys o més que vivien soles. El nombre mitjà de persones vivint en cada habitatge era de 2,76 i el nombre mitjà de persones que vivien en cada família era de 3,17.
Per edats la població es repartia de la següent manera: un 30,4% tenia menys de 18 anys, un 5,4% entre 18 i 24, un 32,8% entre 25 i 44, un 23% de 45 a 60 i un 8,4% 65 anys o més.
L'edat mediana era de 36 anys. Per cada 100 dones de 18 o més anys hi havia 93 homes.
La renda mediana per habitatge era de 53.201 $ i la renda mediana per família de 59.330$. Els homes tenien una renda mediana de 40.107$ mentre que les dones 25.729$. La renda per capita de la població era de 21.118$. Entorn del 2,8% de les famílies i el 2,9% de la població estaven per davall del llindar de pobresa.